# Carolus Cornelius Aloysius Beens
Carolus Cornelius Aloysius Beens (Ulvenhout, 18 december 1817 - Breda, 10 februari 1887) was een Nederlands politicus en Thorbeckiaans Tweede Kamerlid..
Beens was een Brabants liberaal-katholiek Tweede Kamerlid, die behoorde tot de Thorbeckianen, maar zich later aansloot bij de volgelingen van Fransen van de Putte. Na de advocatuur bekleedde hij diverse functies in de rechterlijke macht. Hij voerde in de Kamer slechts weinig het woord, maar was wel actief als rapporteur over wetsvoorstellen. In 1868 werd hij vervangen door een conservatief-katholiek.

## Tweede Kamer
| Periode |
| --- |
| 20-09-1852 t/m 25-04-1853 14-06-1853 t/m 03-06-1854 11-07-1854 t/m 16-09-1856 17-09-1856 t/m 13-01-1859 26-02-1859 t/m 14-09-1860 15-09-1860 t/m 29-12-1863 19-02-1864 t/m 18-09-1864 19-09-1864 t/m 30-09-1866 19-11-1866 t/m 02-01-1868 |